# Acanthinucella
Acanthinucella is een geslacht van weekdieren uit de klasse van de Gastropoda (slakken).

## Soorten
- Acanthinucella paucilirata (Stearns, 1871)
- Acanthinucella punctulata (Gray in G.B. Sowerby I, 1835)
- Acanthinucella spirata (Blainville, 1832)